# Pseudagrion caffrum
Pseudagrion caffrum là một loài chuồn chuồn kim trong họ Coenagrionidae.
Loài này được xếp vào nhóm loài không bị đe dọa trong sách Đỏ của IUCN năm 2007l.
Pseudagrion caffrum được Burmeister miêu tả năm 1839.